# Makaya Nsilulu
Makaya Nsilulu (5 maggio 1977) è un ex calciatore della Repubblica Democratica del Congo, di ruolo trequartista.

## Caratteristiche tecniche
Veniva impiegato come trequartista.

## Carriera

### Club
Ha cominciato a giocare nel Primeiro de Agosto. Nel 1998 si è trasferito in Tunisia, all'Espérance. Nel 2001, dopo aver militato allo Djerba, è passato all'Espérance Zarzis. Nel 2003 viene acquistato dallo Neuchâtel Xamax, squadra svizzera. Nel 2005 si è trasferito in Libia all'Al-Ahly Tripoli, per poi tornare in Tunisia all'Espérance Zarzis, con cui ha concluso la propria carriera nel 2006.

### Nazionale
Ha debuttato in Nazionale il 28 febbraio 1999, in Madagascar-RD del Congo (3-1). Ha partecipato, con la maglia della Nazionale, alla Coppa d'Africa 2000. Ha collezionato in totale, con la Nazionale, 9 presenze.

## Statistiche

### Cronologia presenze e reti in Nazionale
| Cronologia completa delle presenze e delle reti in nazionale ― RD del Congo | Cronologia completa delle presenze e delle reti in nazionale ― RD del Congo | Cronologia completa delle presenze e delle reti in nazionale ― RD del Congo | Cronologia completa delle presenze e delle reti in nazionale ― RD del Congo | Cronologia completa delle presenze e delle reti in nazionale ― RD del Congo | Cronologia completa delle presenze e delle reti in nazionale ― RD del Congo | Cronologia completa delle presenze e delle reti in nazionale ― RD del Congo | Cronologia completa delle presenze e delle reti in nazionale ― RD del Congo |
| Data                                                                        | Città                                                                       | In casa                                                                     | Risultato                                                                   | Ospiti                                                                      | Competizione                                                                | Reti                                                                        | Note                                                                        |
| --------------------------------------------------------------------------- | --------------------------------------------------------------------------- | --------------------------------------------------------------------------- | --------------------------------------------------------------------------- | --------------------------------------------------------------------------- | --------------------------------------------------------------------------- | --------------------------------------------------------------------------- | --------------------------------------------------------------------------- |
| 28-02-1999                                                                  | Antananarivo                                                                | Madagascar                                                                  | 3 – 1                                                                       | RD del Congo                                                                | Qual. Coppa d'Africa 2000                                                   | -                                                                           |                                                                             |
| 11-04-1999                                                                  | Kinshasa                                                                    | RD del Congo                                                                | 2 – 0                                                                       | Madagascar                                                                  | Qual. Coppa d'Africa 2000                                                   | -                                                                           |                                                                             |
| 06-06-1999                                                                  | Kasarani                                                                    | Kenya                                                                       | 2 – 1                                                                       | RD del Congo                                                                | Qual. Coppa d'Africa 2000                                                   | -                                                                           |                                                                             |
| 24-01-2000                                                                  | Kumasi                                                                      | RD del Congo                                                                | 0 – 0                                                                       | Algeria                                                                     | Coppa d'Africa 2000                                                         | -                                                                           | 63’                                                                         |
| 27-01-2000                                                                  | Kumasi                                                                      | Sudafrica                                                                   | 1 – 0                                                                       | RD del Congo                                                                | Coppa d'Africa 2000                                                         | -                                                                           | 63’                                                                         |
| 02-02-2000                                                                  | Accra                                                                       | Gabon                                                                       | 0 – 0                                                                       | RD del Congo                                                                | Coppa d'Africa 2000                                                         | -                                                                           | 72’                                                                         |
| 17-06-2000                                                                  | Antananarivo                                                                | Madagascar                                                                  | 3 – 0                                                                       | RD del Congo                                                                | Qual. Mondiali 2002                                                         | -                                                                           | 73’                                                                         |
| 09-07-2000                                                                  | Kinshasa                                                                    | RD del Congo                                                                | 2 – 0                                                                       | Rep. del Congo                                                              | Qual. Mondiali 2002                                                         | -                                                                           |                                                                             |
| 16-07-2000                                                                  | Kinshasa                                                                    | RD del Congo                                                                | 2 – 0                                                                       | Rep. Centrafricana                                                          | Qual. Coppa d'Africa 2002                                                   | -                                                                           | 74’                                                                         |
| Totale                                                                      |                                                                             | Presenze                                                                    | 9                                                                           |                                                                             | Reti                                                                        | 0                                                                           |                                                                             |

## Palmarès

### Club

#### Competizioni nazionali
- Campionato angolano di calcio: 1

Primeiro de Agosto: 1998
- Campionato tunisino di calcio: 2

Esperance: 1998-1999, 1999-2000
- Coppa di Tunisia: 1

Esperance: 1998-1999